# Stuck
«Stuck» es una canción de la cantante estadounidense Stacie Orrico, que figura en su segundo álbum de estudio homónimo. Se lanzó el 3 de febrero de 2003. a través de Virgin Records como el sencillo principal de dicho álbum y fue compuesto por Stacie y Kevin Kadish. "Stuck" se grabó en septiembre de 2002, en O'Henry Studios, Burbank, Los Ángeles, California, y en Hit Factory Studios, Nueva York. La canción es una mezcla de pop y de rock con un toque de R&B, con una letra que trata sobre una chica que está enamorada de un chico pero que, a la misma vez, lo odia.
"Stuck" se convierte en el primer éxito mundial de Orrico, el sencillo alcanzó la posición número 52 en los Estados Unidos, mientras que en países como Australia y Reino Unido se logró posicionar en el Top 10. Fue un gran éxito en Japón, alcanzando el número 1 en listas radiofónicas de algunas emisoras de radio. El vídeo musical fue dirigido por Diane Martel.

## Antecedentes
Orrico había grabado un segundo álbum de estudio titulado Say It Again, que fue originalmente destinado sólo a la radio pop cristiana, con una fecha de lanzamiento en abril de 2002. Sin embargo, cuando en Virgin Records vieron el potencial de corriente con Stacie, el álbum fue pospuesto y luego cancelado mientras se reestructuró. Cuatro canciones de "Say It Again" fueron retiradas, aunque dos fueron lanzadas posteriormente como "b-sides" individuales y pistas adicionales en la versión japoneses de álbum. Muchas de las canciones del álbum, que no fueron lanzadas como individuales, lo fueron posteriormente a través de emisoras de radio cristianas. Incluía "Security", "Strong Enough" e "Instead", que se estrenó como sencillo promocional. Por otro lado "Bounce Back" había sido lanzado como primer sencillo de álbum retirado, para finales de 2002, sin embargo, los ejecutivos del sello decidieron cancelar la rotación de la canción en la radio. Pocos meses después fue anunciado que el nuevo sencillo del segundo álbum de estudio sería "Stuck".

## Vídeo musical
El vídeo musical fue dirigido por Diane Martel, filmado en octubre de 2002. Al comienzo del vídeo está levantándose de su cama para iniciar un nuevo día, pero se niega rotundamente, ya que no puede sacarse a su novio de la cabeza. En la siguiente escena se ve a Trevor Wright (quien interpreta el papel de su novio) intentando cortejarla, pero ella se niega a cada insinuación, de un momento a otro él la convence de que sean pareja e inician una relación. Al principio es fantástico, pero el día del baile de graduación, al llegar a la pista de baile, Stacie lo encuentra con su amante. Ante esto, ella se siente frustrada y se marcha. En las siguientes escenas muestran su depresión después de la ruptura, al final del vídeo él intenta buscarla de nuevo pero ella se marcha dejándolo en ridículo en frente de sus amigos. Este vídeo fue grabado donde se grabó la famosa película Grease.

## Posicionamiento
| Listas (2003)                         | Máxima posición |
| ------------------------------------- | --------------- |
| Alemania (Offizielle Deutsche Charts) | 4               |
| Australia (ARIA)                      | 3               |
| Austria (Ö3 Austria Top 40)           | 8               |
| Bélgica (Flandes) (Ultratop 50)       | 9               |
| Bélgica (Valonia) (Ultratop 50)       | 12              |
| Dinamarca (Tracklisten)               | 4               |
| Estados Unidos (Billboard Hot 100)    | 52              |
| Estados Unidos (Dance Singles Sales)  | 1               |
| Estados Unidos (Mainstream Top 40)    | 10              |
| Francia (SNEP)                        | 36              |
| Irlanda (IRMA)                        | 6               |
| Nueva Zelanda (Recorded Music NZ)     | 3               |
| Noruega (VG-lista)                    | 9               |
| Países Bajos (Dutch Top 40)           | 3               |
| Reino Unido (UK Singles Chart)        | 9               |
| Rumania (Romanian Top 100)            | 29              |
| Suecia (Sverigetopplistan)            | 9               |
| Suiza (Schweizer Hitparade)           | 6               |

| Lista (2003)                     | Posición |
| -------------------------------- | -------- |
| Australia (Singles Chart)        | 27       |
| Austria (Singles Chart)          | 55       |
| Bélgica (Flanders) Singles Chart | 53       |
| Bélgica (Wallonia) Singles Chart | 74       |
| Países Bajos (Top 100)           | 24       |
| Nueva Zelanda (Singles Chart)    | 12       |
| Suiza (Singles Chart)            | 23       |

| País      | Certificación | Fecha | Ventas |
| --------- | ------------- | ----- | ------ |
| Australia | Platino       | 2003  | 70 000 |